# دن زهاوی
دن زهاوی یک فیلسوف دانمارکی است. وی هم‌اکنون استاد فلسفه در دانشگاه کپنهاگ و دانشگاه آکسفورد است.

## زندگی‌نامه
دن زهاوی در تاریخ ۶ نوامبر ۱۹۶۷ میلادی در شهر کپنهاگ دانمارک، در خانواده‌ای یهودی متولد شد. او در ابتدا پدیدارشناسی را در دانشگاه کپنهاگ تحصیل کرد و دورهٔ دکترای خود را در سال ۱۹۹۴ در مرکز هوسرل در دانشگاه کاتولیک لون، بلژیک، زیر نظر رودولف برنت گذراند. در سال ۱۹۹۹ وی از نسخهٔ دانمارکی رسالهٔ خود (شایستگی (درجه علمی)) در دانشگاه کپنهاگ دفاع کرد. در سال ۲۰۰۲، یعنی در ۳۴ سالگی، استاد فلسفه و مدیر مرکز پژوهش دربارهٔ سوبژکتیویته در دانشگاه کپنهاگ شد. همچنین، او در سال ۲۰۱۸ به کرسی استادی فلسفه در دانشگاه آکسفورد دست یافت.

## آثار فلسفی
زهاوی در مورد پدیدارشناسی (به ویژه فلسفه ادموند هوسرل) و فلسفه ذهن می‌نویسد. وی در نوشته‌های خود به مباحثی از قبیل خود، خودآگاهی، بین الاذهانیّت و شناخت اجتماعی پرداخته‌است. وی همکار ژورنال پدیدارشناسی و علوم شناختی است. آثار زهاوی به بیش از ۲۵ زبان ترجمه شده‌است.

### خودآگاهی پیشا تأملی و خود حداقلی
زهاوی در چندین کتاب و مقاله از وجود و اهمیت خودآگاهی پیش از تأمل دفاع کرده‌است و به سود این دیدگاه استدلال می‌کند که زندگی تجربی ما واجد نوعی از خودآگاهی است که ابتدایی‌تر و بنیادی‌تر از شکلی از خودآگاهی است که فرد در انواع مختلف درون‌بینی می‌یابد. به‌طور کلی، زهاوی علیه رویکردهای مختلف تقلیل‌گرایانه نسبت به آگاهی موضع گرفته و بر اهمیت نظری سوبژکتیویته و منظر اول شخص اصرار دارد.
در کار بر روی این موضوعات، زهاوی با روانپزشکان، روانشناسان توسعه، و دانشمندان بودایی همکاری و بحث داشته‌است. منتقدان او شامل کسانی هستند که وجود خود یا وجود خودآگاهی قبل از تأمل را انکار می‌کنند.

### همدلی و شناخت اجتماعی
بخش دیگری از کارهای زهاوی به مشکلات مربوط به بین الاذهانیت، همدلی و شناخت اجتماعی پرداخته‌است. رساله دکترای وی از رویکردی پدیدارشناسانه به بین الاذهانیّت دفاع می‌کند. لذا او در مقالات و کتاب‌های مختلف به نقش و ساختار همدلی پرداخته‌است. او در راستای اثبات ویژگی بدنمند و زمینه‌ای فهم بیناشخصی استدلال کرده و دیدگاه‌های غالب در ارچوب آنچه «نظریهٔ ذهن» خوانده می‌شود (از جمله نظریه شبیه‌سازی و نظریه-نظریه) را نقد نموده‌است.

### شرم و قصدیّت جمعی
از سال ۲۰۱۰، زهاوی بیشتر بر روی عواطف اجتماعی و موضوعات مربوط به هستی‌شناسی اجتماعی کار کرده‌است. او در مورد شرم، عواطف مشترک، تجربه به مثابه «ما»، قصدیّت جمعی، و اهمیت رابطهٔ من-تو نوشته‌است.

### پدیدارشناسی
زهاوی به موازات کار نظام‌مند خود در مورد موضوعات فوق، کتاب‌هایی دربارهٔ پدیدارشناسی، به ویژه پدیدارشناسی ادموند هوسرل، نیز نوشته‌است. او بر این باور است که پدیدارشناسی ندای اقناعی قدرتمند و نظام‌مندی است که فلسفهٔ معاصر و علوم تجربی نباید آن را نادیده بگیرند. همچنین، زهاوی علاوه بر ارائه تحلیل‌های گسترده در باب تحلیل‌های هوسرل از بیناذهنیت، خودآگاهی و زمان‌آگاهی در آثار مختلف به ماهیت فلسفه استعلایی هوسرل و پیامدهای متافیزیکی پدیدارشناسی پرداخته‌است. زهاوی در آثار خود از آنچه تفسیرهای بیش از حد ساده‌انگارانه از هوسرل می‌نامد انتقاد کرده‌است؛ تفسیرهایی که هوسرل را صرفاً یک خودتنهاانگار و ایده‌آلیست ذهنی به تصویر می‌کشند. او در عوض بر تداوم میان پدیدارشناسی هوسرل و کار پدیدارشناسان پسا هوسرلی، به ویژه موریس مرلو-پونتی تأکید دارد.

## مرکز پژوهش دربارهٔ سوبژکتیویته
زهاوی مدیر مرکز پژوهش دربارهٔ سوبژکتیویته (CFS) است که در سال ۲۰۰۲ و بر اساس بودجه بنیاد ملی تحقیقات دانمارک تأسیس شده‌است. از سال ۲۰۰۲، این مرکز مشغول به کار بر روی مباحث مربوط به خودخواهی و جامعه‌پذیری بوده‌است و فعالانه یک استراتژی پژوهشی را پیگیری کرده که شامل همکاری بین سنت‌های فلسفی مختلف و میان فلسفه و علوم تجربی، به ویژه روانپزشکی می‌شود. پس از اتمام بودجه بنیاد ملی تحقیقات دانمارک در سال ۲۰۱۲، مرکز پژوهش دربارهٔ سوبژکتیویته تحقیقات خود را با پشتیبانی گسترهٔ متنوعی از بنیادهای عمومی و خصوصی دانمارکی و اروپایی ادامه داده‌است. از سال ۲۰۱۰، این مرکز یک مدرسه تابستانی سالانه در پدیدارشناسی و فلسفه ذهن را ترتیب داده‌است که به‌طور معمول حدود ۱۰۰ دانش آموز را از سراسر جهان جذب می‌کند.

## افتخارات و جوایز
زهاوی چندین افتخار و جایزه دریافت کرده‌است، از جمله:
- جایزه ادوارد گودوین بالارد در پدیدارشناسی (۲۰۰۰)
- مدال نقره از انجمن علوم و کتب سلطنتی دانمارک (۲۰۰۰)
- عضو منتخب مؤسسه بین‌المللی فلسفی فرانسه در سال ۲۰۰۱
- جایزه پژوهشی نخبگان وزارت علوم، فناوری و نوآوری دانمارک (۲۰۰۶). این جایزه به پژوهشگران برجسته جوان واجد بالاترین استانداردهای بین‌المللی اهدا می‌شود، که سهم فوق‌العاده‌ای در تقویت پژوهش‌های دانمارکی داشته‌اند.
- عضو منتخب انجمن علوم و کتب سلطنتی دانمارک در سال ۲۰۰۷
- جایزه پژوهشی بنیاد کارلسبرگ (۲۰۱۱) از آکادمی علوم و کتب سلطنتی دانمارک. این جایزه در رابطه با ۲۰۰اُمین سال تولید آبجوساز مشهور جی. سی یاکوبسن، بنیانگذار شرکت آبجوسازی کارلسبرگ و بنیاد کارلسبرگ اهدا شد.
- دومین ویراست کتاب ذهن پدیدارشناختی توسط نشریهٔ Choice به عنوان کتاب علمی برجسته سال ۲۰۱۲ انتخاب شد.
- جایزه تحقیقات علوم انسانی کارشناسی ارشد و دکتری دانمارکی (۲۰۱۳)
- ریاست افتخاری انجمن نوردیک برای پدیدارشناسی (۲۰۱۴)
- انتصاب به عنوان شوالیه طریقهٔ Dannebrog توسط ملکه دانمارک (۲۰۱۷)

## برخی آثار منتشره
زهاوی نویسنده کتاب‌های زیادی است، از جمله:
- قصدیت و قانون اساسی: مقدمه‌ای بر پژوهش‌های منطقی هوسرلی. Museum Tusculanum Press 1992.
- هوسرل و بیناذهنیت ترنسندنتال. ناشران دانشگاهی کولور ۱۹۹۶. (ترجمه شده به انگلیسی)
- خودآگاهی و دیگری بودن. انتشارات دانشگاه شمال غربی ۱۹۹۹. (ترجمه شده به ژاپنی)
- پدیدارشناسی هوسرل. انتشارات دانشگاه استنفورد ۲۰۰۳. (ترجمه شده به دانمارکی، ژاپنی، چینی، آلمانی، گرجی، یونانی، ایتالیایی، کرواتی، لهستانی، فارسی، پرتغالی، کره‌ای، رومانیایی).
- *** این کتاب در زبان فارسی با عنوان «پدیدارشناسی هوسرل» و ترجمهٔ مهدی صاحب‌کار ساده، ایمان واقفی و علینجات غلامی توسط انتشارات روزبهان در ۳۲۲ صفحه منتشر شده‌است.
- سوبژکتیویته و خودخواهی: بررسی منظر اول شخص. MIT Press 2005. (ترجمه شده به چینی)
- پدیدارشناسی برای مبتدیان. ویلهلم فینک ورلاگ ۲۰۰۷. (ترجمه شده به ایسلندی، دانمارکی، ژاپنی)
- ذهن پدیدارشناختی (با شان گالاگر). Routledge 2008. (ترجمه شده به مجارستانی، دانمارکی، ایتالیایی، ژاپنی، کره ای)
- ذهن پدیدارشناختی. چاپ دوم (با شان گالاگر). Routledge 2012. (ترجمه شده به اسپانیایی، لهستانی)
- خود و دیگران: کاوش در سوبژکتیویته، همدلی و شرم. انتشارات دانشگاه آکسفورد ۲۰۱۴. (ترجمه شده به ژاپنی)
- میراث هوسرل: پدیدارشناسی، متافیزیک و فلسفه استعلایی. انتشارات دانشگاه آکسفورد ۲۰۱۷.
- پدیدارشناسی: مبانی. انتشارات راتلج ۲۰۱۹.

همچنین، زهاوی سرویراستار بیش از ۱۰ جلد کتاب بوده‌است، از جمله:
- کتاب راهنمای پدیدارشناسی معاصر آکسفورد. انتشارات دانشگاه آکسفورد ۲۰۱۲.
- کتاب راهنمای تاریخ پدیدارشناسی آکسفورد. انتشارات دانشگاه آکسفورد ۲۰۱۸.